# Waldkraiburg
Waldkraiburg là một thị xã ở in the district of Mühldorf, bang Bayern, Đức.

## Thành phố kết nghĩa
- Sartrouville, Pháp